# Alexander C. Mitchell

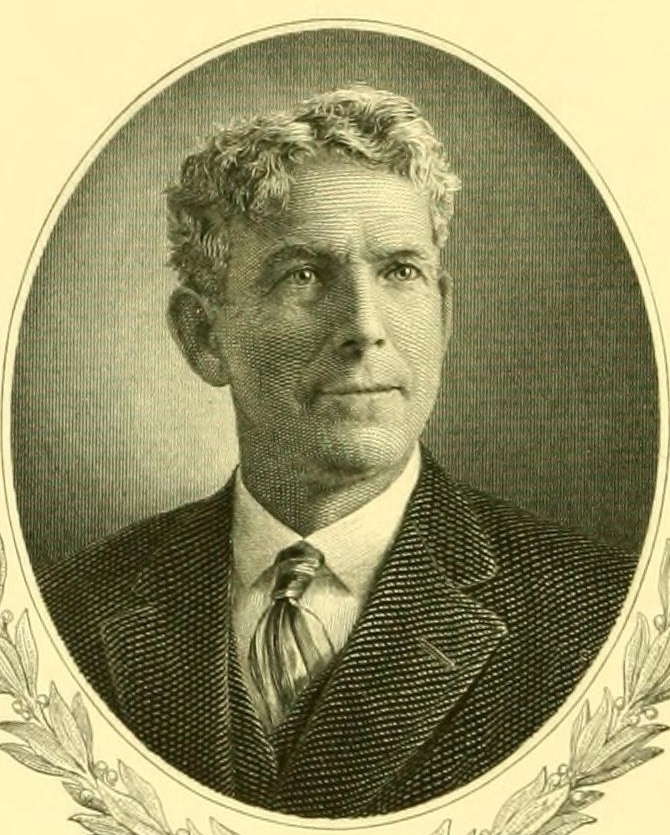
Alexander C. Mitchell

Alexander Clark Mitchell (* 11. Oktober 1860 in Cincinnati, Ohio; † 7. Juli 1911 in Lawrence, Kansas) war ein US-amerikanischer Politiker. Zwischen März und Juli 1911 vertrat er den zweiten Wahlbezirk des Bundesstaates Kansas im US-Repräsentantenhaus.

## Werdegang
Im Jahr 1867 zog Alexander Mitchell mit seinen Eltern in das Douglas County in Kansas. Dort besuchte er die öffentlichen Schulen. Bis 1889 studierte er an der juristischen Fakultät der University of Kansas Jura. Nach seiner im selben Jahr erfolgten Zulassung als Rechtsanwalt begann er in Lawrence in seinem neuen Beruf zu praktizieren. Zwischen 1894 und 1898 war er Staatsanwalt im Douglas County. Von 1904 bis 1910 war er im Vorstand der Universität von Kansas (Board of Regents); zwischen 1907 und 1910 gehörte er einer Kommission zur Überprüfung der Gesetze des Staates Kansas an.
Politisch war Mitchell Mitglied der Republikanischen Partei. Von 1907 bis 1911 war er Abgeordneter im Repräsentantenhaus von Kansas. Bei den Kongresswahlen des Jahres 1910 wurde er im zweiten Distrikt von Kansas in das US-Repräsentantenhaus in Washington, D.C. gewählt, wo er am 4. März 1911 Charles Frederick Scott ablöste. Mitchell konnte dieses Mandat aber nur für etwas mehr als vier Monate ausüben, weil er bereits am 7. Juli 1911 verstarb.